# 北社尾保安宮
23°29′25″N 120°26′02″E / 23.490214°N 120.433848°E
北社尾保安宮，是位於臺灣嘉義市西區保安里的保生大帝廟，為北社尾的信仰中心，與當地的蕭姓族群關係密切。

## 歷史
世居於嘉義、人稱「嘉義蕭」的蕭姓族群屬湧山蕭氏，多數在康熙、雍正年間至臺灣。其中蕭孟容將一尊保生大帝神像迎請隨行，於康熙二十年（1681年）至臺灣。他將神像安在家中供信徒祭拜，後來香火日增，於是協議集資興建北社尾保安宮。自雍正元年（1723年）創立後和當地的蕭姓族群關係密切，為北社尾一帶（保安里、北湖里、竹圍里）的信仰中心，下埤里的鳥岫仔、竹村里的竹仔腳的蕭姓聚落均曾自此廟分火建廟。
道光十年（1830年）由陳子元發起捐錢整修，後1906年梅山地震時倒塌，北社尾保正發起一同募捐重建。
相傳主祀神像曾由信徒請往外地後未歸，後在日治時期從學甲請回。皇民化運動時廢廟，1950年復廟。
1995年12月30日，因自由路拓寬，廟身必須拆除，將神像暫厝於臨時行宮。新廟耗資近六千萬元，經兩年興建完成，佔地一百廿坪，全部採純南式建築，於1996年4月30日舉行入火安座及落成啟用儀式，市長張文英、立委蕭萬長、曾振農、市議長蕭登旺、省議員黃永欽、國代張炳文、保安宮主任委員蕭樟根等人剪綵。2000年4月15日至19日，舉辦謝土祈安大典。

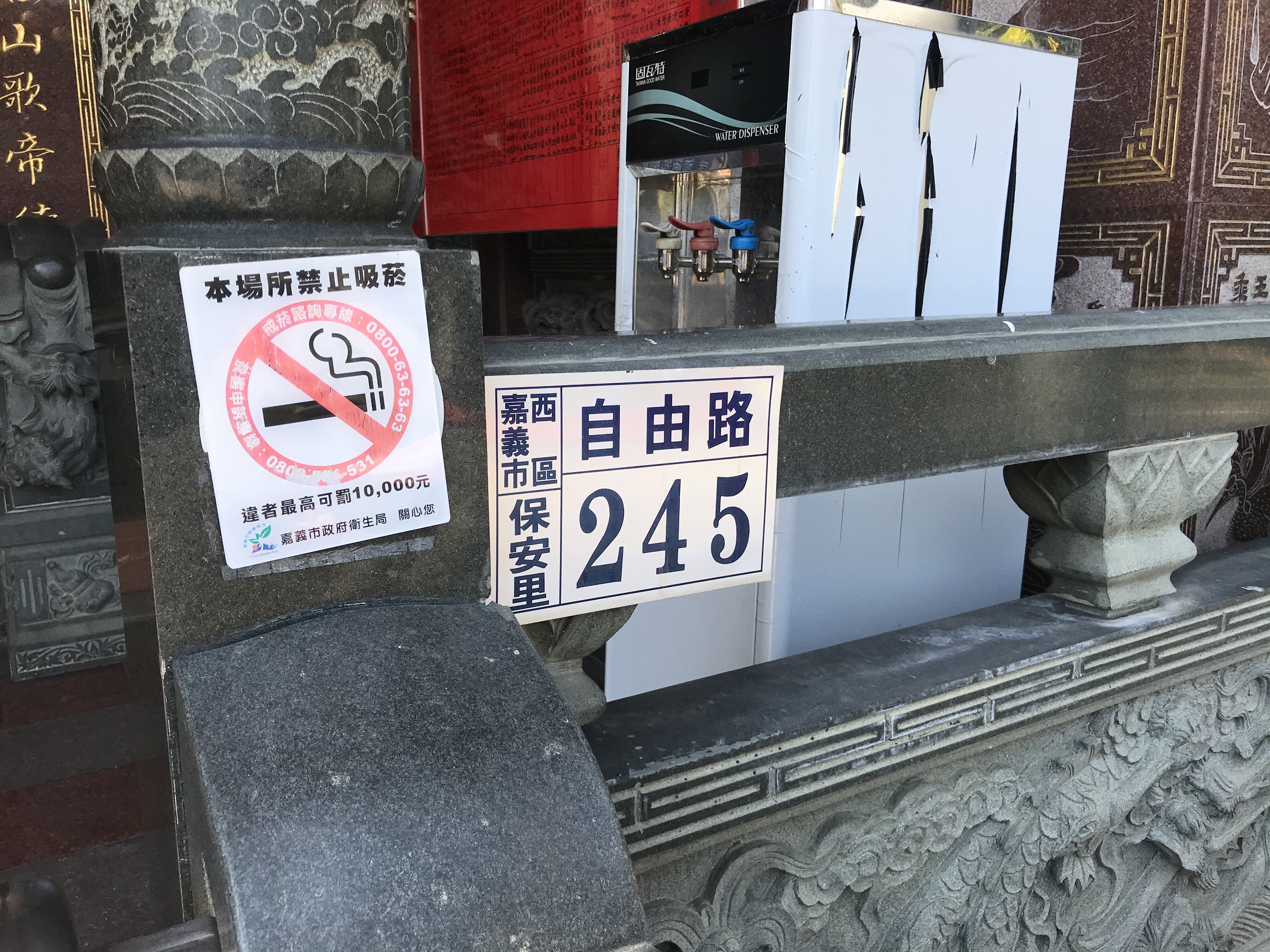
門牌

## 蕭萬長
蕭萬長小時就就住在廟宇後側，父親蕭芳輝曾經擔任此廟副主委。後來蕭萬長雖然住於臺北市，但戶籍地依然在故鄉，因此選舉會至作為投票所的此廟投票。
廟附近有一口清朝就在的古井，離呂秀蓮外婆家不遠。當地人對此井話題之一就是呂秀蓮與蕭萬長小時都喝過該井水，都巧合成了副總統。井身因道路開闢，今已埋在柏油路面地底下。